# گانا (مجارستان)
گانا (به مجاری:  Ganna) یک شهرداری در مجارستان است که در ناحیه پاپا واقع شده‌است. گانا ۱۵٫۴۷ کیلومتر مربع مساحت و ۲۸۸ نفر جمعیت دارد.